# Wadąg (Dywity)
Wadąg (deutsch Wadang) ist ein Ort in der polnischen Woiwodschaft Ermland-Masuren. Er gehört zur Gmina Dywity (Landgemeinde Diwitten) im Powiat Olsztyński (Kreis Allenstein).

## Geographische Lage
Wadąg liegt am Nordufer des Wadangflusses (polnisch Rzeka Wadąg) im Westen der Woiwodschaft Ermland-Masuren, unmittelbar an der nordöstlichen Stadtgrenze von Olsztyn (deutsch Allenstein) am Stadtteil Podleśna (Stadtwald). Bis zum Zentrum der Woiwodschaftshauptstadt sind es fünf Kilometer.
|  |

## Geschichte
Das alte Wadang bestand aus einem großen und mehreren kleinen Höfen. Gründungsjahr des damaligen Wadany ist das Jahr 1337, als den Wartenburger Schultheißen Johann und Peter Land am Wadangfluss nach Kulmer Recht übertragen wurde mit dem Auftrag, dort eine Schneidemühle zu bauen.
Im Jahre 1785 wurde Wadang als königliches Bauerndorf mit neun Feuerstellen im Hauptamt Allenstein im Kreis Heilsberg genannt. Elf Feuerstellen bei 78 Einwohnern im Kreis Allenstein fand man im Jahre 1820, und die Volkszählung am 3. Dezember 1861 ergab 16 Wohngebäude und 197 Einwohner.
Von 1874 bis 1945 war das Dorf Wadang in den ostpreußischen Amtsbezirk Nickelsdorf (polnisch Nikielkowo) eingegliedert. Die Einwohnerzahlen Wadangs in dieser Zeit schwankten: waren es im Jahre 1910 noch 173, so belief sich ihre Zahl im Jahre 1925 auf 177, im Jahre 1933 auf 133 und im Jahre 1939 auf 134.
Als im Jahre 1945 in Kriegsfolge das gesamte südliche Ostpreußen an Polen abgetreten wurde, erhielt das Dorf Wadang die polnische Namensform „Wadąg“. Heute ist es in die Gmina Dywity (Landgemeinde Diwitten) im Powiat Olsztyński (Kreis Allenstein) eingegliedert, von 1975 bis 1998 der Woiwodschaft Olsztyn, seither der Woiwodschaft Ermland-Masuren zugehörig. Im Jahre 2021 zählte Wadąg 439 Einwohner.

## Kirche
Bis 1945 war Wadang kirchlich nach Allenstein hin orientiert: zur dortigen evangelischen Kirche in der Kirchenprovinz Ostpreußen der Kirche der Altpreußischen Union, sowie zur römisch-katholischen städtischen Pfarrkirche St. Joseph.
Evangelischerseits ist Wadąg weiterhin mit der – nun „Christus-Erlöser-Kirche“ genannten – Kirche in Olsztyn verbunden, die nun der Diözese Masuren der Evangelisch-Augsburgischen Kirche in Polen zugeordnet ist. Katholischerseits gehört Wadąg zur Pfarrei Kieźliny (Köslienen) im Dekanat Olsztyn II - Zatorze im Erzbistum Ermland.

## Verkehr
Wadąg liegt an einer Nebenstraße, die von Olsztyn über Słupy (Stolpen) bis nach Gady (Jadden) führt. Nachbarorte sind außerdem mit Wadąg über Nebenstraßen verbunden. Eine Bahnanbindung besteht nicht.